# Gainsborough Trinity Football Club
Il Gainsborough Trinity Football Club è una squadra di calcio inglese con sede a Gainsborough, Lincolnshire.
Tra il 1896 e il 1912 questa squadra faceva parte della Football League. Attualmente si trova nella Conference North, e gioca le sue partite casalinghe nello stadio denominato The Northolme, che ha una capacità di 4304 (504 seduti, 3800 in piedi). Sono conosciuti con il soprannome di "Trinity (Trinità)" o come "Holy Blues (Anime Sante)".

## Storia
Il club è stato formato nel 1873 dal reverendo George Langton Hodgkinson, Vicario della Chiesa della Santissima Trinità, di Gainsborough, ed era originariamente conosciuto come Trinity Recreationalists. Nel 1889 partecipò alla Midland League terminando settimo nella sua prima stagione. Nella stagione 1890-91 il club finì campione, ma ha dovuto aspettare fino al 1896 ad essere eletto alla Second Division(seconda divisione della Lega Calcio). Trinity fu la prima squadra a giocare contro il Manchester Utd in una gara ufficiale, (il 6 settembre 1902 in una partita di Seconda Divisione) dopo che quest'ultima aveva cambiato il suo nome dall'originario Newton Heath.
Dopo diversi anni di presenza, il club è stato rimosso dalla Lega nel 1912, e sostituito dai rivali locali Lincoln City, ed è tornato alla Lega Midland. Nel corso della stagione 1940, il club ha registrato il suo record di presenze di spettatori, quando 9760 persone hanno assistito alla partita contro i rivali locali, l'allora Scunthorpe Utd. Il club ha vinto tre campionati negli anni 1928, 1949 e 1967, quando il campionato si chiamava Midland Counties League prima di diventare soci fondatori della neo-creata Northern Premier League nel 1969, dove rimase fino al 2004.
Come squadra facente parte di una lega semi-professionistica, la detta non-league la Trinity ha registrato cinque vittorie contro avversarie di Football League (una prodezza nota nel mondo del calcio inglese come ammazza-grandi). Le vittorie sono state registrate contro Crewe Alexandra nel 1928 e 1931, Port Vale nel 1937, Gateshead nel 1938 e Mansfield Town nel 1946.
Trinity ha la pretesa di essere uno dei pochi club inglesi a non aver mai vissuto una retrocessione, in quanto sono stati dismessi dalla Lega, piuttosto che essere retrocessi direttamente. Trinity è stata anche l'avversaria prima e l'ultima del Middlesbrough Ironopolis. La squadra è stata recentemente acquistata dal nuovo presidente Peter Swann, che possiede la maggioranza delle azioni del club dopo essere stato molto tempo al servizio del presidente Patrick Lobley.
Nel 2009 il denaro fornito dal nuovo presidente è stato in grado di portare un gran numero di professionisti della Lega. Il più grande colpo è stato anche, quando il club ha annunciato che l'ex Aston Villa Brian Little avrebbe preso in consegna la squadra come allenatore.

## Allenatori
- Roy Ellam (1979-1980)
- Neil Warnock (1980-1981)
- Pat Buckley (1985-1987)
- Leighton James (1993-1994)
- Greg Fee (2000)
- Brian Little (2009-2011)
- Lee Sinnott (2018-2019)
- Curtis Woodhouse (2019-2021)

## Palmarès

### Competizioni regionali
- Midland League: 4

1890–1891, 1927–1928, 1948–1949, 1966–1967
- Northern Premier League Challenge Cup: 2

1980-1981, 1996-1997
- Lincolnshire Senior Cup: 11

1889–1890, 1892–1893, 1894–1895, 1897–1898, 1903–1904, 1904–1905, 1906–1907, 1910–1911, 1970–1971, 2002–2003, 2017–2018
- Lincolnshire County Senior Cup: 3

1946-1947, 1947-1948, 1948-1949
- Lincolnshire Senior Shield: 1

2007-2008

### Altri piazzamenti
- Northern Premier League:

Promozione: 2003-2004
- FA Trophy:

Semifinalista: 2012-2013